# إسحاق بن عقيل عزوز
إسحاق بن عقيل عزوز الإدريسي الحسني التونسي مدير مدرسة الفلاح في مكة المكرمة وعضو سابق بمجلس الشورى السعودي وهو من أعلام المكيين في التاريخ المعاصر.

## نسبه
إسحاق بن عقيل بن هاشم بن محمد بن علي بن هاشم بن علي بن الحسين بن علي بن عبد العزيز بن محمد بن عبد الله بن سعيد بن أحمد بن داود بن عباد بن علي بن عزوز ينتهي نسبه إلى الحسن بن علي.

## نشأته ومكانته
ولد في مكة بباب الباسطية في شهر ربيع الأول من عام 1330 هـ/1912م، ونشأ بها وتلقى دراستهِ بمدرسة الفلاح في مكة، وتفوق على أقرانهِ وأستحق شهادة مدارس الفلاح للدراسة النهائية عام 1347 هـ / 1928م، ثم أبتعث إلى بومباي في شهر رجب من عام 1348 هـ / 1929م، ضمن بعثة ضمت عشرين طالباً لإتمام الدراسة الدينية العالية، ودرس هناك على مجموعة من علماء وكبار أساتذة العالم الإسلامي، حيث أستقدمهم مؤسس المدرسة محمد علي رضا زينل إلى بومباي في الهند.
وعاد إلى السعودية بعد أن حصل على الدراسة العليا، وعين مدرساً في مدرسة الفلاح عام 1352هـ/1933م، ثم عين عام 1355هـ/1936م مفتشاً في مديرية المعارف بمكة، ثم مديراً لتحضير البعثات عام 1356هـ/1937م، وبعدها عين مدرساً بمدرسة الفلاح في مكة عام 1362هـ/1943م، وأختير عضواً في مجلس الشورى عام 1372هـ/ 1952م، ولثلاث أعوام.
وعين وكيلاً لنائب رئيس مدارس الفلاح ومشرفاً عاماً على المدارس في عام 1378هـ/ 1958م، وفي 28 شعبان 1380 هـ/1960م، صدر الأمر بتعيينه وكيلاً لإمارة منطقة مكة المكرمة، وأستقال في 28 صفر 1381هـ/1961م، وبقي خلال هذه الفترة مشرفاً على مدارس الفلاح.

## من أشهر شيوخه
- الشيخ محمد العربي التباني.
- خالهُ الشيخ أحمد ناضرين.
- الشيخ عمر باجنيد.
- المحدث عمر حمدان المحرسي.
- الشيخ محمد أمين سويد الدمشقي.

## من مؤلفاته
- إعلام المسلمين بعصمة النبيين.
- أطيب الذكرى في مناقب خديجة الكبرى.
- حمزة بن عبد المطلب.
- المنسك اللطيف.
- الوجيز في سجدات التلاوة.
- صلاة التراويح في الحرمين الشريفين من عهد النبوة إلى هذا العصر.
- تحقيق كتاب نزهة النظر للحافظ ابن حجر العسقلاني.
- الفرق الإسلامية.
- المطالعة العربية - كتاب منهجي لتلاميذ الصف الثاني والثالث والرابع والخامس والسادس الابتدائي بمشاركة الشيخ إبراهيم النوري.
- دروس في التاريخ الإسلامي - للسنوات الثالثة والرابعة والخامسة والسادسة.
- الكثير من المقالات في الصحف والمجلات.

## وفاته
توفي في مكة المكرمة عام 1415هـ/1994م، ونقل إلى المدينة المنورة حسب وصيتهِ، ودفن في مقبرة البقيع.